# لویی بورژوا (بازیکن فوتبال)
لویی بورژوا (انگلیسی: Louis Bourgeois; ۳۱ ژوئیهٔ ۱۹۳۷ – ۲۲ فوریهٔ ۲۰۲۲) بازیکن فوتبال اهل فرانسه بود.
از باشگاه‌هایی که در آن بازی کرده‌است می‌توان به باشگاه فوتبال استاد رنس و باشگاه فوتبال لیل اشاره کرد.